# Radgräs
Radgräs (Beckmannia syzigachne) är en växtart i familjen gräs. 